# ویلیام وبستر هانسن
ویلیام وبستر هانسن (انگلیسی: W. W. Hansen؛ زاده ۲۷ مهٔ ۱۹۰۹ - درگذشته ۲۳ مهٔ ۱۹۴۹ (۳۹ سال)) یک فیزیک‌دان در زمینه فیزیک شتاب‌دهنده‌ها اهل ایالات متحده آمریکا بود.